# Duitse grammatica
De Duitse taal is nauw verwant aan het Nederlands, wat ook blijkt uit de Duitse grammatica: de woordvorming, de woordvolgorde en de structuur van de werkwoorden vertonen grote gelijkenissen met die van het Nederlands, hoewel er tegelijkertijd verschillen zijn. Vooral bij de naamwoorden zijn de verschillen groot; daar waar het Duits nog  naamvallen kent en een erg onregelmatige meervoudsvorming heeft, heeft het Nederlands zijn naamvallen verloren en is de meervoudsvorming veel regelmatiger geworden. 
Dit artikel beschrijft de grammatica van het moderne Duits, maar gaat hier en daar in op historische ontwikkelingen en op de overeenkomsten en verschillen met het Nederlands. 

## Typologie
De taaltypologie beschrijft de kenmerken van talen op een systematische manier.
Het Duits is een flecterende taal, wat betekent dat veelal korte morfemen meerdere betekenissen in één keer kunnen uitdrukken. Duitse woorden zijn opgedeeld in drie verschillende klassen, naar woordgeslacht: mannelijk, vrouwelijk en onzijdig. 
Het Duits is een accusatieftaal: in zinnen met overgankelijke werkwoorden wordt het lijdend voorwerp morfologisch gemarkeerd, hoewel dit in de praktijk alleen bij mannelijke woorden zichtbaar is. Bijvoeglijke naamwoorden staan voor zelfstandige naamwoorden, en genitiefvormen staan meestal achter datgene waarmee ze een bezitsrelatie uitdrukken. Opmerkelijk is de woordvolgorde (zie zinsleer), die wel als V2 wordt beschreven.
Voor al deze typologische verschijnselen geldt dat ze ook in het Nederlands voorkomen.

## Klankleer
Het Duits kent een relatief grote verscheidenheid aan klanken, waarmee relatief veel verschillende clusters gemaakt kunnen worden. Woorden worden duidelijk afzonderlijk uitgesproken, er is weinig assimilatie. De zinsmelodie is afwisselend en afhankelijk van de nadruk die de spreker ergens op wil leggen.

### Klinkers
Het Duits heeft zowel monoftongen (eenvoudige klinkers) als diftongen (tweeklanken).
|              | voor     | voor   | voor   | voor     | midden   | midden | achter | achter |
| ongerond     | ongerond | gerond | gerond | ongerond | ongerond | gerond | gerond |        |
| kort         | lang     | kort   | lang   | kort     | lang     | kort   | lang   |        |
| ------------ | -------- | ------ | ------ | -------- | -------- | ------ | ------ | ------ |
| Gesloten     | [ɪ]      | [iː]   | [ʏ]    | [yː]     |          |        | [ʊ]    | [uː]   |
| Halfgesloten |          | [eː]   |        | [øː]     | ([ə])    |        |        | [oː]   |
| Halfopen     | [ɛ]      | [ɛː]   | [œ]    |          | ([ɐ])    |        | [ɔ]    |        |
| Open         |          |        |        |          | [a]      | [aː]   |        |        |

Een aantal opmerkingen:
- De volgende klinkers kunnen zowel lang als kort zijn: /a/, /ɛ/. Niet alle sprekers gebruiken echter de lange /ɛː/ (zie onder), voor veel sprekers kan dus alleen de /a/ lang én kort zijn (“Jan ist ein Mann”).
- De volgende klinkers kunnen alleen kort zijn: /ɪ/, /ʏ/, /ʊ/, /œ/, /ɔ/.
- De volgende klinkers kunnen alleen lang zijn: /i:/, /y:/, /uː/, /eː/, /øː/, /oː/.
- De volgende klinkers komen alleen in onbeklemtoonde lettergrepen voor: /ə/, /ɐ/.
- De /ɛː/ (lange è) komt voor in woorden als Käse, Porträt, maar wordt door veel sprekers niet zo uitgesproken, zij laten hier de gewone lange ee horen (/ke:zə/). Voor deze sprekers is een korte e dus altijd /ɛ/, de lange e altijd /e:/.

Naast deze monoftongen zijn er drie diftongen, te weten /aɪ̯/, /aʊ̯/ en /ɔʏ̯/.
De klinkerlengte wordt in de spelling weergegeven door een onderscheid tussen open lettergrepen (die eindigen op een klinker of een enkele medeklinker) en gesloten lettergrepen (die eindigen op meerdere medeklinkers). De korte klinkers /a/, /ɛ/, /ɪ/, /ʏ/, /ʊ/, /œ/, /ɔ/ worden in gesloten lettergrepen respectievelijk als < a >, < e >/<ä >, < i >, < ü >, < u >, < ö >, < o > weergegeven, de lange medeklinkers /a:/, /ɛ:/, /i:/, /y:/, /uː/, /eː/, /øː/, /oː/ in open lettergrepen respectievelijk als < a >, <ä  >, < ie >, < ü >, < e >, < ö >, < o >. De onbeklemtoonde klinkers /ə/ en /ɐ/ worden meestal als <e> en <er> gespeld, de diftongen /aɪ̯/, /aʊ̯/ en /ɔʏ̯/ in principe als < ei >, < au > en < eu >/< äu >. 

### Medeklinkers
Het Duits heeft 25 medeklinkers, 26 als de glottisslag wordt meegeteld (in onderstaande tabel is deze klank  opgenomen).
|             | bilabiaal | bilabiaal | labiodentaal | labiodentaal | alveolaar | alveolaar | postalveolaar | postalveolaar | palataal | palataal | velaar | velaar | uvulaar | uvulaar | glottaal | glottaal |
|             | steml.    | stemh.    | steml.       | stemh.       | steml.    | stemh.    | steml.        | stemh.        | steml.   | stemh.   | steml. | stemh. | steml.  | stemh.  | steml.   | stemh.   |
| ----------- | --------- | --------- | ------------ | ------------ | --------- | --------- | ------------- | ------------- | -------- | -------- | ------ | ------ | ------- | ------- | -------- | -------- |
| Occlusief   | [p]       | [b]       |              |              | [t]       | [d]       |               |               |          |          | [k]    | [ɡ]    |         |         | [ʔ]      |          |
| nasaal      |           | [m]       |              |              |           | [n]       |               |               |          |          |        | [ŋ]    |         |         |          |          |
| fricatief   |           |           | [f]          | [v]          | [s]       | [z]       | [ʃ]           | [ʒ]           | [ç]      |          | [x]    |        |         | [ʁ]     | [h]      |          |
| approximant |           |           |              |              |           | [l]       |               |               |          | [j]      |        |        |         |         |          |          |
| affricaat   |           |           | [p͡f]         |              | [t͡s]      |           | [t͡ʃ]          | [d͡ʒ]          |          |          |        |        |         |         |          |          |

Bij de medeklinkers vallen een aantal zaken op:
- Tegenover de stemloze occlusieven p, t k staan de stemhebbende occlusieven b, d g, maar stem is niet het enige verschil: p, t en k worden, als zij voor een klinker staan, geaspireerd, ze klinken dan als ph, th, kh. In clusters (bv. st-, sp-) blijft de aspiratie achterwege.
- De stemhebbende medeklinkers worden vaak nauwelijks stemhebbend uitgesproken, het onderscheid wordt ook wel als fortis-lenis beschreven.
- De /ç/ en de /x/ zouden ook als allofonen van eenzelfde foneem kunnen worden gezien, gespeld als <ch>: de /ç/ komt na voorklinkers voor, de /x/ na achterklinkers.
- De r heeft verschillende realisaties. Na klinkers is het meestal een halfklinker (bier → “bie-a”), voor klinkers komen zowel de huig-r als de tongpunt-r voor. De huig-r is in Duitsland wel het meest algemeen, de tongpunt-r is vooral een zuidelijk verschijnsel. In de tabel is voor de huig-r gekozen.
- De affricaat pf- is een zeer zeldzame klank, vooral bekend uit het Duits en de Duitse dialecten, maar ook opgetekend voor een dialect van het Tsonga.
- De glottisslag (keelsluiting) komt voor klinkers als die aan het begin van een woord staan, bv. [ʔɪç] ich (“ik”), [aɪ̯nˈʔafə] ein Affe (“een aap). Door de glottisslag kan de grens tussen woorden en lettergrepen worden verduidelijkt. In het Nederlands komen deze glottisslagen ook voor, maar ze zijn vooral typisch voor het Nederlands in Nederland.

De spelling van de medeklinkers is lang niet altijd geregeld volgens het principe één klank, één letter, vaak zijn meerdere tekens nodig om één klank weer te geven. Te denken valt aan digrafen als < ch >, < ng > en < pf >, naast de bekende dubbele medeklinkers als < nn >, < ll >, waarmee de geslotenheid van een lettergreep wordt uitgedrukt. Voor de /ʃ/ zijn drie letters nodig: < sch >; voor de /t͡ʃ/ zelfs vier: < tsch >.

### Lettergreepstructuur
Het Duits staat vrij lange consonantenclusters toe, zowel aan het begin als aan het einde van de lettergreep: Straße (['ʃtra:sə], “straat”), du hältst ([du hɛltst], “jij houdt”). De lettergreepstructuur laat zich dan ook omschrijven als:
(C) (C) (C) V (C) (C) (C) (C)
C staat voor een medeklinker (consonant), V voor een klinker (vocaal). Iedere lettergreep heeft ten minste een klinker en een variabel aantal medeklinkers, maximaal drie voor en vier na de klinker.
In de praktijk zijn het alleen combinaties van de clusters st- en sp- met een r of l die voor de lange clusters aan het begin zorgen. Het Nederlands kent dezelfde mogelijkheden, en heeft zelfs nog een extra cluster schr- ([sxr]), dat in het Duits niet voorkomt (de spelling <schr> staat hier voor [ʃʁ]). 

### Klemtoon
De klemtoon valt in het Duits op de stam van het woord. Meestal is dat ook de eerste lettergreep, tenzij het woord een voorvoegsel heeft: lehren, Lehrer, Lehrerin, lehrhaft, Lehrerkollegium, belehren. Sommige voor- en achtervoegsels trekken de klemtoon naar zich toe, dan valt die dus van de stam weg: Aus-spra-che, vor-le-sen, Bä-cke-rei. In leenwoorden horen we vaak nog de klemtoon die het woord ook in de brontaal had. 
In woorden heeft de beklemtoonde lettergreep niet alleen de nadruk, deze lettergreep is ook wat langer, terwijl de overige lettergrepen korter en minder duidelijk uitgesproken worden. Het ritme van het Duits wordt dus door de klemtonen bepaald, het is een “stress-timed” taal (soms wel “morse-taal”). De intonatie is stijgend bij vragen, dalend in antwoordzinnen en zwevend bij gewone mededelingen.

## Vormleer
De Duitse vormleer is voor die van een Germaanse taal opmerkelijk conservatief: naamvallen, werkwoordsvervoegingen en de wijzen van het werkwoord worden nog uitgedrukt, daar waar met name het Engels, het Afrikaans en de grote Noord-Germaanse talen deze vormen overboord hebben gegooid; alleen het Faeröers en het IJslands zijn op dit punt met het Duits te vergelijken, terwijl het Nederlands en het Fries een middenpositie innemen. 

### Werkwoorden
Het Duitse werkwoord kent verschillende tijden en wijzen. In het uitdrukken van die tijden en wijzen heeft het hulpwerkwoord een rol, in de gesproken taal meer dan in de geschreven taal, maar er bestaan ook synthetische vormen. Bij de werkwoordsvervoeging valt op dat er in de aantonende wijs voor elke persoon eigen vormen bestaan, alleen de eerste en derde persoon meervoud hebben dezelfde vorm (in de verleden tijd vallen ook de eerste en derde persoon enkelvoud samen). 
Er bestaat net als in het Nederlands een klasse van sterke en zwakke werkwoorden. Dat onderscheid is in het Duits zowel voor de vervoeging in de tegenwoordige als in de verleden tijd relevant, en verder voor de vorming van deelwoorden.
Sterke werkwoorden hebben in de tegenwoordige tijd umlaut (bij de tweede en derde persoon van de aantonende wijs), in de verleden tijd ablaut en umlaut (dat laatste alleen bij de aanvoegende wijs); de voltooide deelwoorden krijgen de uitgang -en. In onderstaande tabel de werkwoorden bleiben (“blijven”), bieten (“bieden”), singen (“zingen”), brechen (“breken”), geben (“geven”), fahren (“gaan met een voertuig”) en laufen (“lopen”). 
|              | bleiben        | bleiben      | bieten       | bieten       | singen       | singen       | brechen     | brechen      | geben      | geben        | fahren       | fahren       | laufen       | laufen       |
| o.t.t.       | aant. wijs     | aanv. wijs   | aant. wijs   | aanv. wijs   | aant. wijs   | aanv. wijs   | aant. wijs  | aanv. wijs   | aant. wijs | aanv. wijs   | aant. wijs   | aanv. wijs   | aant. wijs   | aanv. wijs   |
| ------------ | -------------- | ------------ | ------------ | ------------ | ------------ | ------------ | ----------- | ------------ | ---------- | ------------ | ------------ | ------------ | ------------ | ------------ |
| 1e pers. ev. | ich bleibe     | ich bleibe   | ich biete    | ich biete    | ich singe    | ich singe    | ich breche  | ich breche   | ich gebe   | ich gebe     | ich fahre    | ich fahre    | ich laufe    | ich laufe    |
| 2e pers. ev. | du bleibst     | du bleibest  | du bietest   | du bietest   | du singst    | du singest   | du brichst  | du brechest  | du gibst   | du gebest    | du fährst    | du fahrest   | du läufst    | du laufest   |
| 3e pers. ev. | bleibt         | bleibe       | bietet       | biete        | singt        | singe        | bricht      | breche       | gibt       | gebe         | fährt        | fahre        | läuft        | laufe        |
| 1e pers. mv. | wir bleiben    | wir bleiben  | wir bieten   | wir bieten   | wir singen   | wir singen   | wir brechen | wir brechen  | wir geben  | wir geben    | wir fahren   | wir fahren   | wir laufen   | wir laufen   |
| 2e pers. mv. | ihr bleibt     | ihr bleibet  | ihr biett    | ihr bietet   | ihr singt    | ihr singet   | ihr brecht  | ihr brechet  | ihr gebt   | ihr gebet    | ihr fahrt    | ihr fahret   | ihr lauft    | ihr laufet   |
| 3e pers. mv. | bleiben        | bleiben      | bieten       | bieten       | singen       | singen       | brechen     | brechen      | geben      | geben        | fahren       | fahren       | laufen       | laufen       |
| o.v.t.       | aant. wijs     | aanv. wijs   | aant. wijs   | aanv. wijs   | aant. wijs   | aanv. wijs   | aant. wijs  | aanv. wijs   | aant. wijs | aanv. wijs   | aant. wijs   | aanv. wijs   | aant. wijs   | aanv. wijs   |
| 1e pers. ev. | ich blieb      | ich bliebe   | ich bot      | ich böte     | ich sang     | ich sänge    | ich brach   | ich bräche   | ich gab    | ich gäbe     | ich fuhr     | ich führe    | ich lief     | ich liefe    |
| 2e pers. ev. | du bliebst     | du bliebest  | du botst     | du bötest    | du sangst    | du sängest   | du brachst  | du brächest  | du gabst   | du gäbest    | du fuhrst    | du führest   | du liefst    | du liefest   |
| 3e pers. ev. | blieb          | bliebe       | bot          | böte         | sang         | sänge        | brach       | bräche       | gab        | gäbe         | fuhr         | führe        | lief         | liefe        |
| 1e pers. mv. | wir blieben    | wir blieben  | wir boten    | wir böten    | wir sangen   | wir sängen   | wir brachen | wir brächen  | wir gaben  | wir gäben    | wir fuhren   | wir führen   | wir liefen   | wir liefen   |
| 2e pers. mv. | ihr bliebt     | ihr bliebet  | ihr botet    | ihr bötet    | ihr sangt    | ihr sänget   | ihr bracht  | ihr brächet  | ihr gabt   | ihr gäbet    | ihr fuhrt    | ihr führet   | ihr lieft    | ihr liefet   |
| 3e pers. mv. | blieben        | blieben      | boten        | böten        | sangen       | sängen       | brachen     | brächen      | gaben      | gäben        | fuhren       | führen       | liefen       | liefen       |
|              | geb. wijs      | volt. deelw. | geb. wijs    | volt. deelw. | geb. wijs    | volt. deelw. | geb. wijs   | volt. deelw. | geb. wijs  | volt. deelw. | geb. wijs    | volt. deelw. | geb. wijs    | volt. deelw. |
|              | bleib, bleibe! | geblieben    | biet, biete! | geboten      | sing, singe! | gesungen     | brich!      | gebrochen    | gib!       | gegeben      | fahr, fahre! | gefahren     | lauf, laufe! | gelaufen     |

Enkele opmerkingen:
- De ablaut verloopt volgens voorspelbare processen, als bleiben gaan zo ook veel andere woorden met een -ei- in de stam (vgl. Nederlands -ij-); deze groep werkwoorden is echter niet meer productief, nieuwe werkwoorden zijn zwak, waardoor de sterke werkwoorden vaak als onregelmatig worden gezien.
- De zeven werkwoorden zijn elk een voorbeeld voor de zeven sterke klassen.
- Stammen die eindigen op -ch, -f, -t en -ss of -ß hebben een verkorte klinker, wat blijkt uit de verleden tijd, bv. streiten – stritt (niet *striet).
- De tweede en derde persoon enkelvoud, aantonende wijs, tegenwoordige tijd, worden gekenmerkt door umlaut (bij a, o, u) of e-i-wissel (van e naar i), zoals blijkt uit vormen als du fährst en sie bricht.
- De uitgangen -t en -st hebben lange tegenhangers, -et en -est, die worden gebruikt als er onduidelijkheid dreigt, bijvoorbeeld bij er bietet (“hij biedt”); als de umlaut van de tweede en derde persoon deze duidelijkheid al geeft voldoet de korte uitgang: er rät (“hij raadt”).

De in het moderne Duits productieve vervoeging is die van de zwakke werkwoorden. Deze werkwoorden kennen geen umlaut in de ott, in plaats van ablaut de uitgang -te, en als uitgang voor het voltooid deelwoord -t. In de onderstaande tabel zien we de drie regelmatige verbuigingen van machen (“maken”), arbeiten (“werken”) en zittern (“sidderen”), aangevuld met de onregelmatige zwakke werkwoorden denken (idem), kennen (idem), gehen (“gaan”) en stehen (“staan”). 
|              | machen       | machen       | arbeiten         | arbeiten       | zittern       | zittern        | denken       | denken       | kennen       | kennen       | gehen      | gehen        | stehen       | stehen       |
| o.t.t.       | aant. wijs   | aanv. wijs   | aant. wijs       | aanv. wijs     | aant. wijs    | aanv. wijs     | aant. wijs   | aanv. wijs   | aant. wijs   | aanv. wijs   | aant. wijs | aanv. wijs   | aant. wijs   | aanv. wijs   |
| ------------ | ------------ | ------------ | ---------------- | -------------- | ------------- | -------------- | ------------ | ------------ | ------------ | ------------ | ---------- | ------------ | ------------ | ------------ |
| 1e pers. ev. | ich mache    | ich mache    | ich arbeite      | ich arbeite    | ich zitt(e)re | ich zitt(e)re  | ich denke    | ich denke    | ich kenne    | ich kenne    | ich gehe   | ich gehe     | ich stehe    | ich stehe    |
| 2e pers. ev. | du machst    | du machest   | du arbeitest     | du arbeitest   | du zitterst   | du zitt(e)rest | du denkst    | du denkest   | du kennst    | du kennest   | du gehst   | du gehest    | du stehst    | du stehest   |
| 3e pers. ev. | macht        | mache        | arbeitet         | arbeite        | zittert       | zitt(e)re      | denkt        | denke        | kennt        | kenne        | geht       | gehe         | steht        | stehe        |
| 1e pers. mv. | wir machen   | wir machen   | wir arbeiten     | wir arbeiten   | wir zittern   | wir zittern    | wir denken   | wir denken   | wir kennen   | wir kennen   | wir gehen  | wir gehen    | wir stehen   | wir stehen   |
| 2e pers. mv. | ihr macht    | ihr machet   | ihr arbeitet     | ihr arbeitet   | ihr zittert   | ihr zitt(e)ret | ihr denkt    | ihr denket   | ihr kennt    | ihr kennet   | ihr geht   | ihr gehet    | ihr steht    | ihr stehet   |
| 3e pers. mv. | machen       | machen       | arbeiten         | arbeiten       | zittern       | zittern        | denken       | denken       | kennen       | kennen       | gehen      | gehen        | stehen       | stehen       |
| o.v.t.       | aant. wijs   | aanv. wijs   | aant. wijs       | aanv. wijs     | aant. wijs    | aanv. wijs     | aant. wijs   | aanv. wijs   | aant. wijs   | aanv. wijs   | aant. wijs | aanv. wijs   | aant. wijs   | aanv. wijs   |
| 1e pers. ev. | ich machte   | ich machte   | ich arbeitete    | ich arbeitete  | ich zitterte  | ich zitterte   | ich dachte   | ich dächte   | ich kannte   | ich kennte   | ich ging   | ich ginge    | ich stand    | ich stände   |
| 2e pers. ev. | du machtest  | du mach'test | du arbeitetest   | du arbeitetest | du zittertest | du zittertest  | du dachtest  | du dächtest  | du kanntest  | du kenntest  | du gingst  | du gingest   | du standst   | du ständest  |
| 3e pers. ev. | machte       | machte       | arbeitete        | arbeitete      | zitterte      | zitterte       | dachte       | dächte       | kannte       | kennte       | ging       | ginge        | stand        | stände       |
| 1e pers. mv. | wir machten  | wir machten  | wir arbeiteten   | wir arbeiteten | wir zitterten | wir zitterten  | wir dachten  | wir dächten  | wir kannten  | wir kennten  | wir gingen | wir gingen   | wir standen  | wir ständen  |
| 2e pers. mv. | ihr machtet  | ihr machtet  | ihr arbeitetet   | ihr arbeitetet | ihr zittertet | ihr zittertet  | ihr dachtet  | ihr dächtet  | ihr kanntet  | ihr kenntet  | ihr gingt  | ihr ginget   | ihr standet  | ihr ständet  |
| 3e pers. mv. | machten      | machten      | arbeiteten       | arbeiteten     | zitterten     | zitterten      | dachten      | dächten      | kannten      | kennten      | gingen     | gingen       | standen      | ständen      |
|              | geb. wijs    | volt. deelw. | geb. wijs        | volt. deelw.   | geb. wijs     | volt. deelw.   | geb. wijs    | volt. deelw. | geb. wijs    | volt. deelw. | geb. wijs  | volt. deelw. | geb. wijs    | volt. deelw. |
|              | mach, mache! | gemacht      | arbeit, arbeite! | gearbeitet     | zitt(e)re     | gezittert      | denk, denke! | gedacht      | kenn, kenne! | gekannt      | geh, gehe! | gegangen     | steh, stehe! | gestanden    |

Over dit overzicht de volgende opmerkingen:
- De zwakke vervoeging wordt vaak als de “regelmatige” gezien, maar de tabel leert dat er ook onregelmatige zwakke werkwoorden bestaan.
- De lange uitgangen -et en -est komen voor bij werkwoorden waarvan de stam op een -t of een -d eindigt. De lange vorm -est is daarnaast facultatief bij werkwoorden waarvan de stam op -s, -ß, -z of -sch eindigt: du genießest (naast genießt). Bij heißen (“heten”) is de korte vorm de enige juiste: du heißt.
- Het Duits heeft de neiging om bij opeenvolgende stomme lettergrepen, van het type zittere (tweemaal sjwa) een van de sjwa's te elimineren: ich zittre, of ook: ich zitter. De voor het Nederlands typische opeenvolgingen als in “handelen”, “sidderen” leveren in het Duits de tegenhangers handeln en zittern op.
- Als denken gaat brengen. De verleden tijd heeft daar dus brachte.
- Als kennen gaan ook brennen (“branden”), nennen (“noemen”), rennen (idem). Senden (“zenden”) en wenden (idem) hebben zowel een onregelmatige vervoeging (sandte) als een regelmatige, als arbeiten: sendete.
- Gehen en stehen worden dikwijls als eenlettergrepige woorden uitgesproken en soms ook geschreven: gehn, stehn.
- Naast stände komt ook stünde voor.

Een belangrijke groep onregelmatige werkwoorden zijn de zogeheten Präterito-Präsentia: werkwoorden waarvan de vervoeging van de verleden tijd die van de tegenwoordige tijd geworden is, wat duidelijk blijkt uit het ontbreken van een -t bij de derde persoon: net als er lief is het ook er kann. Het Nederlands kent deze werkwoorden ook, alleen is de tegenhanger van dürfen (mogen), namelijk “durven” (met een andere betekenis), in het Nederlands regelmatig geworden. De zeven werkwoorden zijn dürfen, können (“kunnen”), mögen (“graag hebben”), müssen (“moeten”), sollen (“moeten”), wissen (weten) en wollen (“willen”).
|              | dürfen      | dürfen       | können      | können       | mögen       | mögen        | müssen      | müssen       | sollen      | sollen       | wissen      | wissen       | wollen      | wollen       |
| o.t.t.       | aant. wijs  | aanv. wijs   | aant. wijs  | aanv. wijs   | aant. wijs  | aanv. wijs   | aant. wijs  | aanv. wijs   | aant. wijs  | aanv. wijs   | aant. wijs  | aanv. wijs   | aant. wijs  | aanv. wijs   |
| ------------ | ----------- | ------------ | ----------- | ------------ | ----------- | ------------ | ----------- | ------------ | ----------- | ------------ | ----------- | ------------ | ----------- | ------------ |
| 1e pers. ev. | ich darf    | ich dürfe    | ich kann    | ich könne    | ich mag     | ich möge     | ich muss    | ich müsse    | ich soll    | ich solle    | ich weiß    | ich wisse    | ich will    | ich wolle    |
| 2e pers. ev. | du darfst   | du dürfest   | du kannst   | du könnest   | du magst    | du mögest    | du musst    | du müssest   | du sollst   | du sollest   | du weißt    | du wissest   | du willst   | du wollest   |
| 3e pers. ev  | darf        | dürfe        | kann        | könne        | mag         | möge         | muss        | müsse        | soll        | solle        | weiß        | wisse        | will        | wolle        |
| 1e pers. mv. | wir dürfen  | wir dürfen   | wir können  | wir können   | wir mögen   | wir mögen    | wir müssen  | wir müssen   | wir sollen  | wir sollen   | wir wissen  | wir wissen   | wir wollen  | wir wollen   |
| 2e pers. mv. | ihr dürft   | ihr dürfet   | ihr könnt   | ihr könnet   | ihr mögt    | ihr möget    | ihr müsst   | ihr müsset   | ihr sollt   | ihr sollet   | ihr wisst   | ihr wisset   | ihr wollt   | ihr wollet   |
| 3e pers. mv. | dürfen      | dürfen       | können      | können       | mögen       | mögen        | müssen      | müssen       | sollen      | sollen       | wissen      | wissen       | wollen      | wollen       |
| o.t.t.       | aant. wijs  | aanv. wijs   | aant. wijs  | aanv. wijs   | aant. wijs  | aanv. wijs   | aant. wijs  | aanv. wijs   | aant. wijs  | aanv. wijs   | aant. wijs  | aanv. wijs   | aant. wijs  | aanv. wijs   |
| 1e pers. ev. | ich durfte  | ich dürfte   | ich konnte  | ich könnte   | ich mochte  | ich möchte   | ich musste  | ich müsste   | ich sollte  | ich sollte   | ich wusste  | ich wüsste   | ich wollte  | ich wollte   |
| 2e pers. ev. | du durftest | du dürftest  | du konntest | du könntest  | du mochtest | du möchtest  | du musstest | du müsstest  | du solltest | du solltest  | du wusstest | du wüsstest  | du wolltest | du wolltest  |
| 3e pers. ev. | durfte      | dürfte       | konnte      | könnte       | mochte      | möchte       | musste      | müsste       | sollte      | sollte       | wusste      | wüsste       | wollte      | wollte       |
| 1e pers. mv. | wir durften | wir dürften  | wir konnten | wir könnten  | wir mochten | wir möchten  | wir mussten | wir müssten  | wir sollten | wir sollten  | wir wussten | wir wüssten  | wir wollten | wir wollten  |
| 2e pers. ev. | ihr durftet | ihr dürftet  | ihr konntet | ihr könntet  | ihr mochtet | ihr möchtet  | ihr musstet | ihr müsstet  | ihr solltet | ihr solltet  | ihr wusstet | ihr wüsstet  | ihr wolltet | ihr wolltet  |
| 3e pers. ev. | durften     | dürften      | konnten     | könnten      | mochten     | möchten      | mussten     | müssten      | sollten     | sollten      | wussten     | wüssten      | wollten     | wollten      |
|              |             | volt. deelw. |             | volt. deelw. |             | volt. deelw. |             | volt. deelw. |             | volt. deelw. | geb. wijs   | volt. deelw. | geb. wijs   | volt. deelw. |
|              |             | gedurft      |             | gekonnt      |             | gemocht      |             | gemusst      |             | gesollt      | wisse!      | gewusst      | wolle!      | gewollt      |

Opmerkingen over deze Präterito-Präsentia:
- Deze werkwoorden hebben modale betekenissen, net als de Nederlandse tegenhangers.
- De o.t.t. van deze werkwoorden kent klinkerwisselingen, zoals die oorspronkelijk bij de verleden tijd van de werkwoorden hoorden. De verleden tijd heeft dan weer de zwakke uitgangen -te, -test en -ten.
- Deze werkwoorden hebben typisch geen gebiedende wijs, alleen voor wissen en wollen bestaan er vormen.

Met bovenstaande vormen kunnen de onvoltooide tijden worden uitgedrukt. Voor de voltooide tijden gebruikt het Duits hulpwerkwoorden, net als voor het uitdrukken van de toekomst. De drie hulpwerkwoorden zijn haben (“hebben”), sein (“zijn”) en werden (“worden, zullen”). Het laatste werkwoord dient voor het uitdrukken van de toekomst, en voor de lijdende vorm: ich werde reisen (“ik zal reizen”), ich wurde gesehen (“ik werd gezien”). Haben en sein drukken de voltooid verleden tijd uit, sein bij een aantal toestands- en bewegingswerkwoorden, haben bij de rest.
|              | haben      | haben        | sein       | sein         | werden     | werden       |
| o.t.t.       | aant. wijs | aanv. wijs   | aant. wijs | aanv. wijs   | aant. wijs | aanv. wijs   |
| ------------ | ---------- | ------------ | ---------- | ------------ | ---------- | ------------ |
| 1e pers. ev. | ich habe   | ich habe     | ich bin    | ich sei      | ich werde  | ich werde    |
| 2e pers. ev. | du hast    | du habest    | du bist    | du sei(e)st  | du wirst   | du werdest   |
| 3e pers. ev. | hat        | habe         | ist        | sei          | wird       | werde        |
| 1e pers. mv. | wir haben  | wir haben    | wir sind   | wir seien    | wir werden | wir werdem   |
| 2e pers. mv. | ihr habt   | ihr habet    | ihr seid   | ihr seiet    | ihr werdet | ihr werdet   |
| 3e pers. mv. | haben      | haben        | sind       | seien        | werden     | werden       |
| o.v.t.       | aant. wijs | aanv. wijs   | aant. wijs | aanv. wijs   | aant. wijs | aanv. wijs   |
| 1e pers. ev. | ich hatte  | ich hätte    | ich war    | ich wäre     | ich wurde  | ich würde    |
| 2e pers. ev. | du hattest | du hättest   | du warst   | du wär(e)st  | du wurdest | du würdest   |
| 3e pers. ev. | hatte      | hätte        | war        | wäre         | wurde      | würde        |
| 1e pers. mv. | wir hatten | wir hätten   | wir waren  | wir wären    | wir wurden | wir würden   |
| 2e pers. mv. | ihr hattet | ihr hättet   | ihr wart   | ihr wär(e)t  | ihr wurdet | ihr würdet   |
| 3e pers. mv. | hatten     | hätten       | waren      | wären        | wurden     | würden       |
|              | geb. wijs  | volt. deelw. | geb. wijs  | volt. deelw. | geb. wijs  | volt. deelw. |
|              | habe!      | gehabt       | sei!       | gewesen      | werde!     | (ge)worden   |

Enige opmerkingen:
- Naast wurde, wurdest komen ook de verouderde vormen ward, wardst voor, met name in poëtisch taalgebruik.
- Het voltooid deelwoord van werden is regelmatig geworden, maar in passieve constructies worden: er ist gesehen worden.

Naast de aangehaalde vormen zijn er ook nog enige andere vormen van het werkwoord, namelijk het tegenwoordig deelwoord (machend) en de verbogen infinitief in combinatie met zu: die zu machenden Aufgaben, “de te maken taken”, welke dus in vorm gelijkend zijn en beide als bijvoeglijk naamwoord kunnen worden verbogen. 
De grote vormenrijkdom van het Duitse werkwoord is in de eerste plaats schrijftalig. In de gesproken taal wordt de conjunctief bijvoorbeeld dikwijls met hulpwerkwoorden gevormd (würde, vgl. Nederlands “zou”) of helemaal niet meer uitgedrukt. Met name in het zuiden van het taalgebied zijn ook de vormen voor de o.v.t. (blieb, fuhr, arbeitete etc.) in onbruik geraakt, daar wordt de verleden tijd dus altijd met hulpwerkwoorden uitgedrukt, dus ich bin gelaufen in plaats van ich lief. Een en ander betekent niet dat de bovengenoemde vormen “uit de tijd” zijn, op andere stijlniveaus, bijvoorbeeld in officiële mededelingen, in nieuwsuitzendingen, in krantenartikelen en in de literatuur zijn ze nog volop in gebruik.

### Zelfstandige naamwoorden
Duitse zelfstandige naamwoorden kunnen in het enkel- en het meervoud staan en worden verder verbogen naar hun naamval. Woorden kunnen mannelijk, vrouwelijk of onzijdig zijn.
Het Duits onderscheidt vier naamvallen: de nominatief (voor het onderwerp van het gezegde), genitief (duidt een bezitsrelatie aan), de datief (voor het meewerkend voorwerp) en de accusatief (voor het lijdend voorwerp). Voorzetselvoorwerpen en overige bepalingen worden over de laatste drie naamvallen verdeeld (zie verder onder zinsleer).
Bij zelfstandige naamwoorden horen lidwoorden, die aangeven of de naamwoordelijke groep bepaald of onbepaald is (zoals het Nederlandse lidwoord dat ook doet). De bepaalde lidwoorden zijn in vorm gelijk aan de aanwijzende voornaamwoorden der, die, das, de onbepaalde lidwoorden zijn afgeleid van het telwoord eins (“één”). In de onderstaande verbuigingen zijn de bepaalde lidwoorden opgenomen.
Er wordt traditioneel een onderscheid gemaakt tussen een sterke en een zwakke verbuiging. Binnen de sterke verbuiging zijn er zes paradigmata te onderscheiden, binnen de zwakke vier (waarvan twee wel als “gemengd” worden beschreven). Deze verbuigingen verschillen bijvoorbeeld in de meervoudsvorming.
Onderstaand de sterke verbuiging met de woorden Baum (“boom”), Wald (“bos, woud”), Nacht (idem), Schaf (“schaap”), Bruder (“broer”) en Brauer (“brouwer”), alsook de zwakke verbuiging met de woorden Mensch (“mens”), Stirn (“voorhoofd”), Auge (“oog”) en Name (“naam”). 
|          | sterk I      | sterk II     | sterk III   | sterk IV      | sterk V     | sterk VI    | zwak I       | zwak II     | zwak III  | zwak IV    |
| -------- | ------------ | ------------ | ----------- | ------------- | ----------- | ----------- | ------------ | ----------- | --------- | ---------- |
| nom. ev. | der Baum     | der Wald     | die Nacht   | das Schaf     | der Bruder  | der Brauer  | der Mensch   | die Stirn   | das Auge  | der Name   |
| gen. ev. | des Baum(e)s | des Wald(e)s | der Nacht   | des Schaf(e)s | des Bruders | des Brauers | des Menschen | der Stirn   | des Auges | des Namens |
| dat. ev. | dem Baum(e)  | dem Wald(e)  | der Nacht   | dem Schaf(e)  | dem Bruder  | dem Brauer  | dem Menschen | der Stirn   | dem Auge  | dem Namen  |
| acc. ev. | den Baum     | den Wald     | die Nacht   | das Schaf     | den Bruder  | den Brauer  | den Menschen | die Stirn   | das Auge  | den Namen  |
| nom. mv. | die Bäume    | die Wälder   | die Nächte  | die Schafe    | die Brüder  | die Brauer  | die Menschen | die Stirnen | die Augen | die Namen  |
| gen. mv. | der Bäume    | der Wälder   | der Nächte  | der Schafe    | der Brüder  | der Brauer  | der Menschen | der Stirnen | der Augen | der Namen  |
| dat. mv. | den Bäumen   | den Wäldern  | den Nächten | den Schafen   | den Brüdern | den Brauern | den Menschen | den Stirnen | den Augen | den Namen  |
| acc. mv. | die Bäume    | die Wälder   | die Nächte  | die Schafe    | die Brüder  | die Brauer  | die Menschen | die Stirnen | die Augen | die Namen  |

Opmerkingen naar aanleiding van dit overzicht:
- De (e) kan weggelaten worden in de genitief en is zelfs vrij ongebruikelijk geworden in de datief.
- De eerste twee sterke klassen en de vierde bevatten zowel mannelijke als onzijdige woorden. Onzijdige woorden hebben das in de nominatief en accusatief enkelvoud, waar mannelijke hier respectievelijk der en den hebben.
- De derde klasse bestaat uit vrouwelijke woorden.
- De vijfde klasse bestaat uit woorden op -el, -er, -en; dit zijn vooral mannelijke woorden, maar ook de vrouwelijke woorden Mutter (“moeder”) en Tochter (“dochter”) gaan volgens deze verbuiging, en het onzijdige Kloster (“klooster”).
- Tot de zesde klasse behoren mannelijke en onzijdige woorden op -el en -er.
- De eerste zwakke klasse is voor mannelijke en onzijdige woorden, de tweede voor vrouwelijke.
- De overige twee zwakke klassen mengen elementen uit de sterke klassen (bv. Genitief enkelvoud op -s) met die van de zwakke klassen.

Buiten deze regelmatige klassen vallen leenwoorden, afkortingen en eigennamen, die vaak een meervoud op -s kunnen hebben, en soms (deels) de verbuiging van de brontaal houden, bijvoorbeeld de genitief en datief Jesu, accusatief Jesum voor Jesus (“Jezus”).

### Bijvoeglijke naamwoorden
De bijvoeglijke naamwoorden moeten in vorm worden aangepast aan het zelfstandig naamwoord dat ze bepalen, tenminste, als ze attributief worden gebruikt, bijvoorbeeld in ein großer Mann (“een grote man”); worden ze predicatief gebruik, bijvoorbeeld in der Mann ist groß (“de man is groot”), dan blijven ze onverbogen. Dit is ook zo in het Nederlands.
Het Duits kent een sterke en een zwakke verbuiging van de bijvoeglijke naamwoorden. Hoewel dit in het Nederlands ook bestaat (een groot kind, sterk, vs. het grote kind, zwak) is het systeem in het Duits veel uitgebreider. De sterke verbuiging is noodzakelijk als er geen bepaald lidwoord staat: normaal drukt het bepaald lidwoord naamval en geslacht uit, maar bij het onbepaalde lidwoord gebeurt dit niet in alle gevallen en als er helemaal geen lidwoord staat, zal het bijvoeglijk naamwoord zelfs in alle gevallen z'n sterke vorm moeten aannemen om naamval en geslacht uit te drukken. Alleen als naamval en geslacht door het lidwoord of het bezittelijk voornaamwoord zijn uitgedrukt volstaat de zwakke verbuiging.
In de tabel de sterke verbuiging en de zwakke verbuiging, met als voorbeeld het bijvoeglijk naamwoord gut (“goed”).
|      | mannelijk     | mannelijk         | vrouwelijk | vrouwelijk     | onzijdig      | onzijdig          | meervoud       | meervoud           |
|      | sterk         | zwak              | sterk      | zwak           | sterk         | zwak              | sterk          | zwak               |
| ---- | ------------- | ----------------- | ---------- | -------------- | ------------- | ----------------- | -------------- | ------------------ |
| nom. | guter Mann    | der gute Mann     | gute Frau  | die gute Frau  | gutes Kind    | das gute Kind     | gute Menschen  | die guten Menschen |
| gen. | guten Mannes  | des guten Mannes  | guter Frau | der guten Frau | guten Kindes  | des guten Kindes  | guter Menschen | der guten Menschen |
| dat. | gutem Mann(e) | dem guten Mann(e) | guter Frau | der guten Frau | gutem Kind(e) | dem guten Kind(e) | guten Menschen | den guten Menschen |
| acc. | guten Mann    | den guten Mann    | gute Frau  | die gute Frau  | gutes Kind    | das gute Kind     | gute Menschen  | die guten Menschen |

Uit dit voorbeeld blijkt dat de zwakke verbuiging overeenkomt met die van de zwakke zelfstandige naamwoorden: overal -n, behalve in de nominatief. De sterke verbuiging heeft de kenletter die anders aan het lidwoord hangt. Verdere opmerkingen:
- De genitief mannelijk en onzijdig heeft geen aparte sterke verbuiging meer, oude vormen als gutes Mannes zijn niet meer gebruikelijk.
- De datief-(e) die hier nog wel is aangegeven is niet alledaags meer, zie zelfstandige naamwoorden.

Als gezegd komt de zwakke verbuiging voor ná bepaalde lidwoorden, de sterke komt als er geen lidwoord is, of als het onbepaalde lidwoord ambigu is. Dat is het geval bij de nominatief enkelvoud voor mannelijk en onzijdig:
ein Mann, dus ein guter Mann (sterk)
ein Kind, geen kenletter, dus ein gutes Kind (sterk)
Hetzelfde geldt voor de bezittelijke voornaamwoorden. In andere naamvallen hebben deze woordjes wel de benodigde kenletter (mit einem Mann, dus mit einem guten Mann, zwak).  Alleen als de kenletter ontbreekt is de sterke verbuiging gerechtvaardigd.

### Aanwijzende voornaamwoorden
De meestgebruikte aanwijzende voornaamwoorden zijn der, die, das (“die, dat”), die ook als lidwoord kunnen worden gebruikt, en dieser, diese, dieses (“deze, dit”). Verder bestaan er nog de vormen jener, jene, jenes (“gene, gindse”, voor hetgeen verder weg ligt), die vooral schrijftalig zijn. 
Waar de vormen van dieser en jener die van een gewoon bijvoeglijk naamwoord zijn, daar zijn der, die en das minder regelmatig. De vormen zijn hierboven al gegeven als er bepaalde lidwoorden werden gebruikt:
|      | mannelijk | vrouwelijk | onzijdig | meervoud |
| ---- | --------- | ---------- | -------- | -------- |
| nom. | der       | die        | das      | die      |
| gen. | des       | der        | des      | der      |
| dat. | dem       | der        | dem      | den      |
| acc. | den       | die        | das      | die      |

Bijzonder aan deze woorden is dat ze, als ze als lidwoord worden gebruikt na een voorzetsel, verkort kunnen worden en dan met het voorzetsel versmelten:
an – am (< an dem)
bei – beim (< bei dem)
in – im (< in dem)
von – vom (< von dem)
zu – zum ( < zu dem), zur (< zu der)
Als er nadruk op deze woorden ligt worden de lange vormen gebruikt, de korte zijn juist ongemarkeerd.

### Persoonlijke voornaamwoorden
Ook bij de persoonlijke voornaamwoorden spelen getal, naamval en geslacht (alleen bij de derde persoon) een rol. Alle persoonlijke voornaamwoorden hebben afwijkende vormen voor de datief, bij de accusatief zijn de derde persoon meervoud en de derde persoon enkelvoud voor vrouwelijk en onzijdig aan de nominatief gelijk (net als bij de aanwijzende voornaamwoorden dus). Behalve getal, geslacht en naamval speelt ook beleefdheid een rol: net als het Nederlands heeft het Duits een aparte beleefdheidsvorm, Sie (afgeleid van de derde persoon meervoud).
| persoon | onderverdeling | onderverdeling | enkelvoud | enkelvoud     | enkelvoud | enkelvoud | meervoud | meervoud | meervoud | meervoud |
| persoon | onderverdeling | onderverdeling | nom.      | gen.          | dat.      | acc.      | nom.     | gen.     | dat.     | acc.     |
| ------- | -------------- | -------------- | --------- | ------------- | --------- | --------- | -------- | -------- | -------- | -------- |
| 1e      |                |                | ich       | meiner        | mir       | mich      | wir      | unser    | uns      | uns      |
| 2e      | beleefdheid    | informeel      | du/Du     | deiner/Deiner | dir/Dir   | dich/Dich | ihr      | euer     | euch     | euch     |
| 2e      | beleefdheid    | formeel        | Sie       | Ihrer         | Ihnen     | Sie       | Sie      | Ihrer    | Ihnen    | Sie      |
| 3e      | geslacht       | mannelijk      | er        | seiner        | ihm       | ihn       | sie      | ihrer    | ihnen    | sie      |
| 3e      | geslacht       | vrouwelijk     | sie       | ihrer         | ihr       | sie       | sie      | ihrer    | ihnen    | sie      |
| 3e      | geslacht       | onzijdig       | es        | seiner        | ihm       | es        | sie      | ihrer    | ihnen    | sie      |

De genitiefvormen meiner, deiner, seiner en zo verder worden in de praktijk nauwelijks gebruikt, ze horen bij vaste uitdrukkingen in verbinding met werkwoorden, bv. sie erinnern sich ihrer (“Zij herinneren zich haar”). Deze vormen zijn wel de basis van de bezittelijke voornaamwoorden.

### Bezittelijke voornaamwoorden
Voor ieder persoonlijk voornaamwoord is er een bezittelijk voornaamwoord, dat de bezitter uitdrukt:
ich – mein
du – dein
Sie – Ihr
er – sein
sie – ihr
es – sein
wir – unser
ihr – euer
sie – ihr
De Duitse bezittelijke voornaamwoorden worden, net als het telwoord eins, verbogen als sterke bijvoeglijke naamwoorden, met uitzondering van de nominatief enkelvoud voor mannelijk en onzijdig: daar staat de uitgangsloze vorm mein, dein enz., als hierboven. Alleen als het bezittelijk voornaamwoord zelfstandig wordt gebruikt, zien we de volle vormen: das ist meiner (“dat is de mijne”).

### Telwoorden
De Duitse telwoorden blijven in principe onverbogen, met uitzondering van eins, zwei en drei (“een, twee, drie”). Die laatste twee kennen een genitief-vorm (logischerwijs alleen meervoud), respectievelijk zweier en dreier:
Das Spiel zweier Kinder (“Het spel van twee kinderen”)
De verbuiging van eins is gecompliceerder. Deze verbuiging is belangrijk, omdat eins ook als onbepaald lidwoord wordt gebruikt. Verder is deze verbuiging prototypisch voor die van de bezittelijke voornaamwoorden.
| naamval | mannelijk | vrouwelijk | onzijdig |
| ------- | --------- | ---------- | -------- |
| nom.    | ein       | eine       | ein      |
| gen.    | eines     | einer      | eines    |
| dat.    | einem     | einer      | einem    |
| acc.    | einen     | eine       | ein      |

Logischerwijs zijn er geen meervoudsvormen. De onverbogen vorm eins wordt alleen bij het optellen gebruikt: eins, zwei, drei, vier en zo verder. De te verwachten vormen einer en eines voor de nominatief mannelijk en onzijdig komen alleen zelfstandig voor: das ist einer (zie ook onder bezittelijk voornaamwoord).
De rangtelwoorden (erster, zweiter, dritter, enz.) worden als bijvoeglijke naamwoorden verbogen.

### Overige woordsoorten
Andere belangrijke Duitse woordsoorten zijn het bijwoord, het voegwoord, het voorzetsel en het partikel (bv. tussenwerpsels). Deze woordsoorten worden niet verbogen, maar spelen uiteraard wel een rol in de zin. Voorzetselgroepen staan in een zekere naamval, welke hangt van het voorzetsel en de betekenis van dat voorzetsel af. Deze verdeling wordt uitgelegd onder zinsleer.

### Woordvorming
Het Duits vormt gemakkelijk nieuwe woorden uit bestaande woorden. Daarvoor kan het Duits van productieve achtervoegsels gebruikmaken, bijvoorbeeld -bar: van het werkwoord erreichen (“bereiken”) leidt men bijvoorbeeld erreichbar (“bereikbaar”) af. Een ander procedé is de samenstelling, waarbij twee woorden tot een nieuw woord versmolten worden. Van Haupt (“hoofd”) en Bahnhof (“station”) leidt men zo Hauptbahnhof af (“hoofdstation”), terwijl Bahnhof zelf al een samenstelling is van Bahn (“spoor”) en Hof (“hof, tuin”). Dit alles zal de Nederlandstalige niet onbekend voorkomen.
Twee doorzichtige, bijzonder productieve processen van woordvorming zijn die van de verkleinwoorden en die van de trappen van vergelijking. Bij verkleinwoorden heeft het Duits de keuze uit twee achtervoegsels, -chen en -lein. Hiervan is -chen het meest neutraal, maar -lein is om de welluidendheid het meest geschikt om achter woorden die zelf op -ch eindigen te plakken. Tot zover lijkt het vormen van verkleinwoorden op het Nederlands: ook in het Nederlands zijn er verschillende achtervoegsels (“-pje”, “-tje”) die om reden van welluidendheid achter bepaalde klanken worden geplakt. Iets wat het Standaardnederlands níet kent is umlaut. Bij Duitse verkleinwoorden ondergaat de stamklinker, indien mogelijk, umlaut:
der Mann – das Männchen
die Nase – das Näschen
das Buch – das Büchlein
der Tisch – das Tischlein
Merk op dat de slot-e van Nase verdwijnt. Verder blijkt dat, net als in het Nederlands, verkleinwoorden steeds van het onzijdige geslacht zijn.
Ook bij de trappen van vergelijking vallen de overeenkomsten met het Nederlands (en het Engels) weer op. De gebruikte morfemen zijn zelfs gelijk: -er en -(e)st. Wel kan ook hier, bij een kleine groep woorden, umlaut een rol spelen. 
klein – kleiner – am kleinsten
groß – größer – am größten
Onregelmatig zijn:
gut – besser – am besten
viel – mehr – am meisten
gerne – lieber – am liebsten
hoch – höher – am höchsten
nahe – näher – am nächsten
In het Nederlands is “weinig” onregelmatig (“minder, minst”), in het Duits is wenig tegenwoordig meestal regelmatig: weniger, am wenigsten. De vormen minder, am mindesten zijn echter ook mogelijk.

## Zinsleer
Bij de Duitse zinsleer valt vooral de woordvolgorde op, die verschillend is in hoofd- en bijzinnen en verder ook in vraagzinnen. De regels voor het gebruik van de naamvallen (wanneer welke) vallen ook onder het bereik van de zinsleer.

### Woordvolgorde
De woordvolgorde van het Duits is ogenschijnlijk vrij, daar de functie van zinsdelen grotendeels wordt uitgedrukt door de naamvallen, maar in de praktijk is de vrije woordvolgorde tot het meer poëtische taalgebruik beperkt. In het dagelijkse taalgebruik ligt de woordvolgorde min of meer vast, hoewel er op het eerste gezicht veel verschillen zijn:
Der Mann liest ein Buch. (onderwerp – gezegde – lijdend voorwerp)
Als der Mann ein Buch las... (onderwerp – lijdend voorwerp – gezegde)
Las der Mann ein Buch? (gezegde – onderwerp – lijdend voorwerp)
In vraagzinnen staat het werkwoord vooraan, net als in veel andere Europese talen. Merkwaardiger is het verschil tussen de eerste twee zinnen, waar de hoofdzinsvolgorde afwijkt van de bijzinsvolgorde; in bijzinnen staat het gezegde achteraan. In hoofdzinnen blijkt dat ook zo te zijn als het gezegde is opgesplitst:
Der Mann hat ein Buch gelesen. (onderwerp – eerste deel gezegde – lijdend voorwerp – tweede deel gezegde)
Om deze reden wordt het Duits wel als een SOV-taal beschouwd, een taal waar het gezegde (V, van verb) achteraan staat. Zoals uit bovenstaande zinnetjes als kan blijken wordt ook het Nederlands, dat immers dezelfde volgorde gebruikt, met deze argumenten als SOV-taal gerangschikt. 
De volgorde in de hoofdzin is meestal SVO (subject – verb – object), maar het gezegde kan dus worden opgedeeld. Er speelt nog iets anders: als er een bepaling vooraan in de zin staat, volgt het gezegde, dan wel het eerste deel van het gezegde, hier direct op. Het onderwerp komt dan áchter het werkwoord:
In der Kirche singen die Kinder ein Lied. (bepaling – gezegde – onderwerp – lijdend voorwerp)
Zu Hause habe ich ein Glas Milch getrunken. (bepaling – eerste deel gezegde – onderwerp – lijdend voorwerp – tweede deel gezegde)
Hier lijkt de dwingende regel te zijn dat het (eerste deel van het) gezegde op de tweede plaats in de zin hoort te komen, ongeacht of de eerste plaats nu door een onderwerp of een bepaling wordt ingenomen. Dit fenomeen wordt in de taalkunde wel met V2 aangeduid: verb second, het werkwoord op de tweede plaats. 
Samenvattend is het Duits dus in de hoofdzinnen een V2-taal met onderliggende SOV-volgorde, en in bijzinnen een SOV-taal. Het zal niet verrassen dat over het Nederlands hetzelfde kan worden gezegd. Typologisch is dit overigens erg zeldzaam, de woordvolgorde van het Duits en de nauw aan het Duits verwante talen (Nederlands, Fries, Afrikaans, Luxemburgs) lijkt zelfs voor deze talen uniek te zijn.

### Naamvallen
Het gebruik van de naamvallen hangt samen met de functie van de zinsdelen: voor het onderwerp wordt de nominatief gebruikt, voor het lijdend voorwerp de accusatief en voor het meewerkend voorwerp de datief. Bij de bepalingen hangt het in de eerste plaats van het voorzetsel af, welke naamval gebruikt wordt, zoals blijkt uit onderstaande tabel.
| naamval              | voorzetsel | opmerkingen |
| -------------------- | --- | --- |
| genitief             | abzüglich, angesichts, anstatt, außerhalb, bar, behufs, bezüglich, diesseits, einschließlich, entlang, infolge, innerhalb, inmitten, jenseits, kraft, längs, mittels, ob, oberhalb, seitens, statt, trotz, unbeschadet, ungeachtet, unterhalb, unweit, während, wegen, zugunsten | In de spreektaal worden deze voorzetsels vaak met de datief gecombineerd. De genitief is vooral een schrijftalige naamval. De genitief geldt hier wel als het meest correct. |
| genitief of datief   | dank, laut | Bij deze voorzetsels is zowel genitief als datief mogelijk. In de spreektaal hoort men vooral de datief, in de schrijftaal wordt meer en meer de genitief gebruikt, omdat de datief als spreektalig wordt aangevoeld (zie boven). |
| datief               | aus, außer, bei, entgegen, entsprechend, gegenüber, gemäß, mit, (mit)samt, nach, nahe, seit, von, zu | |
| datief of accusatief | an, auf, hinter, in, neben, über, unter, vor, zwischen | Hier is de keuze tussen datief en accusatief belangrijk voor de betekenis: als het voorzetselvoorwerp het doel of resultaat van de handeling is (vaak als “richting” uitgelegd), moet de accusatief worden gebruikt. Als de voorzetselgroep de plaats van de handeling beschrijft wordt de datief gebruikt. Bv. in der Stadt (“in de stad”), in die Stadt (“naar de stad”, “de stad in”). |
| accusatief           | bis, durch, entlang, für, gegen, je, ohne, um, wider | Het voorzetsel entlang vóór de bepaling wordt tegenwoordig ook met genitief en datief gebruikt: entlang der Straße, entlang des Flusses. Achter de bepaling: die Straße entlang, den Fluss entlang. |

In het Nederlandse onderwijs worden deze groepjes voorzetsel vanouds als rijtjes uit het hoofd geleerd, al dan niet gezongen. Als zodanig zijn ze gevleugeld geworden, ze komen bijvoorbeeld voor in de tekst van “De bom” van Doe Maar. 
Tijdsbepalingen staan, zonder voorzetsel, in de regel in de accusatief, maar in vaste uitdrukkingen komt ook de genitief voor: eines Morgens, eines Abends.